# 孝懿李皇后
李皇后（りこうごう）は、明の隆慶帝の最初の正室（即位前に没した）。孝懿荘皇后（こういそうこうごう）と諡された。

## 経歴
順天府昌平県の庶民であった李銘の娘として生まれた。嘉靖32年（1553年）2月、裕王朱載坖（後の隆慶帝）にとつぎ、裕王妃となった。夫婦仲は良く、世子と長女を産んだ。嘉靖37年（1558年）4月、李氏は早世した。2人の子供も早世した。 
隆慶帝が即位すると、孝懿皇后の諡号を追贈された。父の李銘が徳平伯に封じられ、男子が皇太子に、女子が公主に追封された。その後、夫の諡を重ねて「孝懿貞恵順哲恭仁儷天襄聖荘皇后」と加諡された。

## 子女
- 朱翊釴（憲懐太子）
- 蓬莱公主

## 伝記資料
- 『明世宗実録』
- 『明穆宗実録』